# Йеневер
Йенѐверът (от нидерландски: jenever, [jəˈneːvər]) е традиционната спиртна напитка на Нидерландия, Белгия и съседни части от Франция и Германия.
Произвежда се чрез дестилация на зърнен малц с добавени шишарки от обикновена хвойна, които придават характерния ѝ вкус. Първото известно писмено споменаване на йеневер е от 1266 година, а в началото на XVII век напитката е сравнително широко разпространена и облагана с данъци. По това време тя е пренесена и в Англия, където нейният местен вариант става известен като джин.